# Vincent Schmitt
Pour les articles homonymes, voir Schmitt.
Vincent Schmitt, né le 28 décembre 1961 à Paris est un acteur français.

## Biographie
Vincent Schmitt fait ses premiers pas sur les planches à seize ans, comme batteur et parolier du groupe Blessed Virgins, groupe de copains du lycée de Pontoise, qui va vite être remarqué puis signé par la maison de disques EPIC CBS ; s'ensuivront de nombreuses dates de concert en France et l'enregistrement à Londres du premier album du groupe. Lassé de l'aventure, Vincent quitte le groupe et suit des cours d'art dramatique puis entre au Conservatoire national supérieur d'art dramatique de Paris, où il a comme professeurs Michel Bouquet et Gérard Desarthe.
Il travaille ensuite sous la direction de Patrice Chéreau, Jean-Pierre Vincent, Jacques Rosner, Pierre Debauche, Stuart Seide, Claudia Stavisky, Claude Yersin, Laurent Fréchuret et Michel Raskine entre autres. Il joue Irma la douce et Demain la belle à l'Opéra comique sous la direction de Jérôme Savary, qui l'avait déjà dirigé dans La Mégère apprivoisée au Théâtre national de Chaillot.
À la télévision il apparaît notamment dans Julie Lescaut, Avocats et Associés, La Crim', Nestor Burma, Joséphine, ange gardien, Engrenages, Profilage, Les Petits Meurtres d'Agatha Christie ou encore Alex Hugo... Dans Le Misanthrope sous la direction de Jacques Weber, Les Misérables de Josée Dayan, dans Gaspard le bandit de Benoît Jacquot et dans Mystère au Moulin rouge de Stéphane Kappes.
Au cinéma il a tourné entre autres avec Bertrand Tavernier, Jean-Paul Rappeneau, Philippe de Broca, Coline Serreau, Didier Bourdon et Bernard Campan, John Frankenheimer, Benoît Jacquot, François Ozon, Léa Fehner ou encore Xavier Giannoli.
En 2008, il part faire le tour du monde en famille pendant un an ; il traverse Russie, Mongolie, Chine, Japon, Népal, Inde, Birmanie, Thaïlande, Singapour, Australie, Nouvelle-Zélande, Polynésie, Marquises, Île de Pâques, Chili, Cap Horn, Argentine, Uruguay, Bolivie, Pérou, Équateur, Îles Galápagos et Afrique du Sud.
Il a participé à une centaine de dramatiques sur France Culture sous la direction de Claude Guerre, François Christophe, Cédric Aussir et Jean-Matthieu Zahnd entre autres. Il est également récitant régulier pour « Les Chemins de la philosophie ». En 2013, il enregistre son premier livre audio Immortelle randonnée de Jean-Christophe Rufin et reçoit le prix du meilleur livre audio de l'année.

## Filmographie

### Cinéma
- 1985 : Rouge Baiser de Véra Belmont[réf. nécessaire]
- 1988 : Chouans ! de Philippe de Broca : Lote
- 1998 : Ronin de John Frankenheimer : le messager d'Arles
- 2000 : La Taule de Alain Robak : le maton vanneur
- 2000 : Épouse-moi de Harriet Marin : Pouchard
- 2001 : Les Rois mages de Didier Bourdon, Bernard Campan : le « copain »
- 2002 : Laissez-passer de Bertrand Tavernier : Léon
- 2003 : Une affaire qui roule d'Éric Veniard : le premier restaurateur
- 2003 : Bon Voyage de Jean-Paul Rappeneau
- 2006 : Les Fragments d'Antonin de Gabriel Le Bomin : le brancardier
- 2012 : Superstar de Xavier Giannoli : l'intellectuel
- 2012 : Dans la maison de François Ozon : Bernard, le prof de maths
- 2013 : Violette de Martin Provost : un forain
- 2015 : Marguerite de Xavier Giannoli : le médecin
- 2016 : Les Ogres de Léa Fehner : Le médecin échographe
- 2018 : L'Empereur de Paris de Jean-François Richet : employé morgue
- 2021 : L'Homme de la cave de Philippe Le Guay : Gilabert - le syndic
- 2023 : L'Île rouge de Robin Campillo : le prêtre
- 2023 : Le Temps d'aimer de Katell Quillévéré : le proviseur
- 2023 : Les Trois Mousquetaires : D'Artagnan de Martin Bourboulon : Abbé Rougon

### Doublage
- 2018 : Silvio et les Autres : Fabrizio Sala (Roberto De Francesco)

### Télévision
- 1985 : La Fausse Suivante de Patrice Chéreau
- 1995 : Monsieur Jo Daniel Colas : Riri
- 1994 : Le Misanthrope, téléfilm de Mathias Ledoux : Clitandre
- 1998 : Nestor Burma - épisode 26 : Poupée russe de Philippe Venault : Igor Karimov
- 2000 : Les Misérables : Bamatabois (4 épisodes/5)
- 2001 : Avocats et Associés - épisode : L'enfant battu de Philippe Triboit : Maurice Zulec
- 2001 : Julie Lescaut - épisode : Récidive de Vincent Monnet : Daniel Ferret
- 2003 : La Crim' - épisode : Dies irae de Jean-Pierre Prévost : Max
- 2004-2013 : Joséphine, ange gardien :  2 épisodes :
  - 2004 : épisode : Un frère pour Ben de Philippe Venault - un inspecteur
  - 2013 : épisode : Restons zen de Jean-Marc Seban - un avocat
- 2006 : Gaspard le bandit, téléfilm de Benoît Jacquot : le père
- 2011 : Mystère au Moulin Rouge, téléfilm de Stéphane Kappes : le légiste
- 2013 : Profilage - épisode : Possession de Julien Despaux : le barman
- 2013 : Les Petits Meurtres d'Agatha Christie - épisode : Témoin muet  de Marc Angelo : Georges Siatidis
- 2015 : Alex Hugo - épisode : La Traque de Pierre Isoard : Viard
- 2019 : Les Ombres de Lisieux : Suisini